# Cotinga verd-i-negra
La cotinga verd-i-negra (Pipreola riefferii) és un ocell de la família dels cotíngids (Cotingidae).

## Hàbitat i distribució
Habita els boscos de les muntanyes des de Colòmbia i oest i nord de Veneçuela, cap al sud, a través dels Andes de l'oest i est de l'Equador fins l'est del Perú. Al vessant oriental dels Andes, al centre del Perú.